# Sport à Chartres
Chartres est la préfecture du département d'Eure-et-Loir, dans la région Centre-Val de Loire. La ville se situe à quatre-vingt-dix kilomètres de Paris.
En matière d'infrastructures sportives, Chartres est dotée de grands équipements tels que le complexe aquatique l'Odyssée, le Colisée et l'hippodrome de Chartres. De nombreuses activités sportives sont pratiquées au sein de la ville. Celle-ci dispose de  plusieurs clubs professionnels, évoluant ou ayant joué dans les premières divisions de leur sport comme le C' Chartres tennis de table, les French Cubs de Chartres (baseball), le C' Chartres Métropole handball ainsi que les C' Chartres basket féminin et masculin.

## Histoire

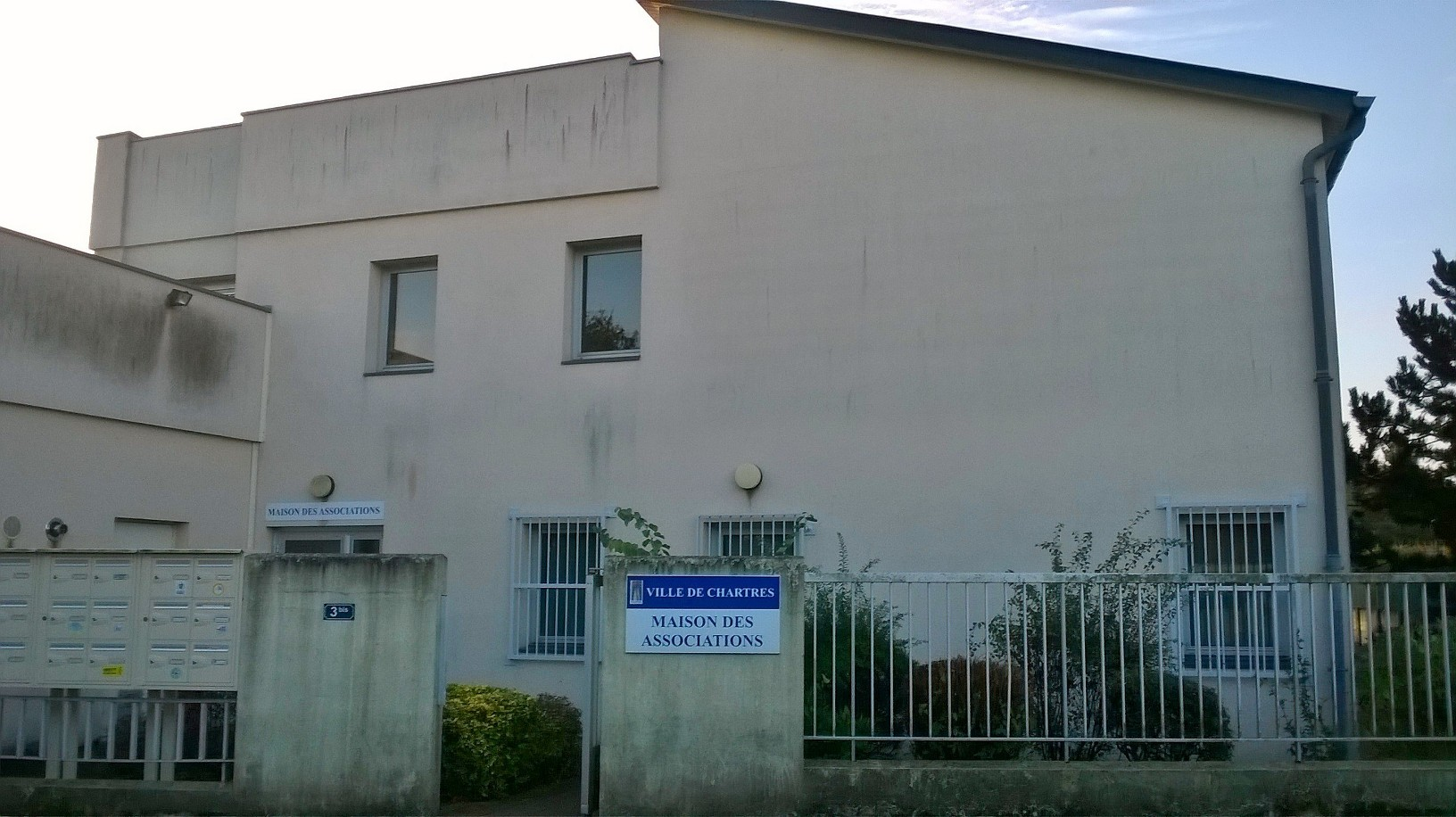
Maison des associations à Chartres.

Le rugby à XV est présent dans la ville à partir de 1897.
Le Vélo Sport chartrain est un club omnisports historique de la ville de Chartres. Ses sections les plus réputées sont celles se consacrant au cyclisme et à l'athlétisme. Avant la fusion avec le Sporting Club, la section football est aussi un club majeur de la Ligue du Centre dans son sport.
Au début des années 2000, les principales associations sportives végètent au plus bas niveau national, voire régional : le football en CFA2, le handball et le volley en National 3, le basket féminin navigue lui dans la troisième division alors que son homologue masculin peine en régional.

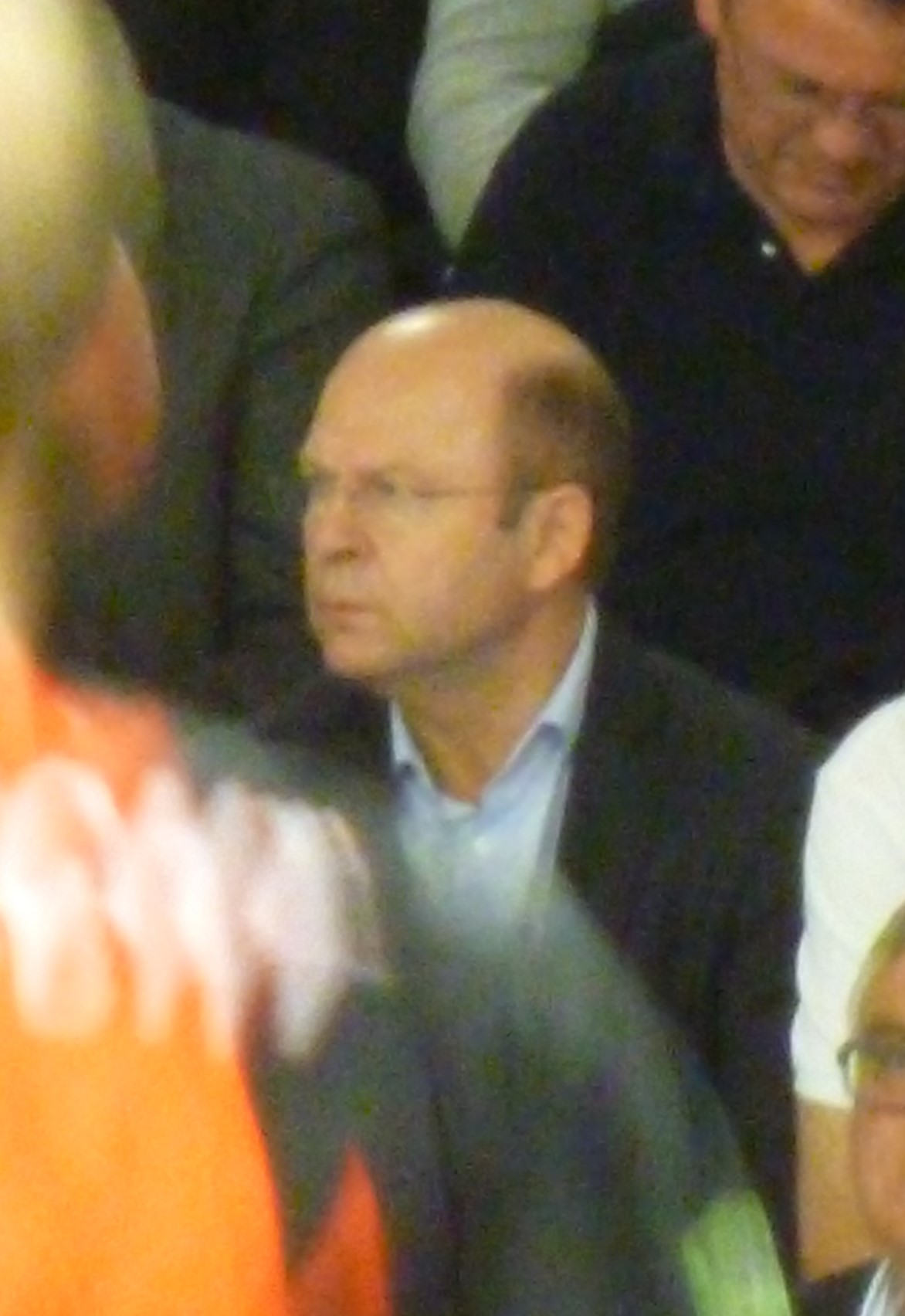
Jean-Pierre Gorges.

En 2001, le nouveau maire de Chartres, Jean-Pierre Gorges s'engage dans le sport en développant ses infrastructures mais aussi en soutenant les différentes équipes, amateures et professionnelles. « Mon deuxième mandat sera sportif » déclare-t-il en 2008.
En 2009, l'Association de tennis de table de Chartres (ASTT) est le premier club chartrain à atteindre la première division de son sport. Il est rejoint en 2014 par les French Cubs (baseball) puis en l'année suivante par le Chartres Métropole Handball 28.
En 2011, l'ASTT offre à la ville son premier titre européen avec l’ETTU Cup. Demi-finalistes de la Ligue des champions l'année suivante, les pongistes se hissent en finale en 2013. À égalité aux score et sets, l’ASTT rate le titre pour trois points. Entre 2011 et 2014, le club remporte tous les titres de champions de France.
En mai 2015, cinq clubs majeurs de la ville sont en lice pour l'accession en division supérieure. En basket-ball féminine, l'AB Chartres, qui devait jouer le maintien, est qualifié en quart-de-finale de play-off. Chez les hommes, l'UB Chartres Métropole visait cette phase finale et se hisse jusqu'en demi-finale. En handball, le CMHB28 emmené par Pascal Mahé remporte la finale et est promu en première division. Au rugby, le RCM monte en Fédérale 2 (D5). Tandis qu'en football, le FC Chartres perd son dernier match qui lui assurait une montée en CFA (D4),.
Le 18 juin 2015, David Douillet est l'invité d'honneur des premiers trophées du Racing club chartrain, fonds de dotation permettant de financer les principales équipes locales. C'est l'occasion de saluer notamment la montée des handballeurs chartrains en LNH, mais aussi des rugbymens en cinquieme division ou les qualifications jusqu'en play-offs des deux clubs de basket.
Au terme de la saison 2015-2016, le FC Chartres obtient sa montée en CFA. L'année suivante, les handballeurs et les basketeuses atteignent la finale de leurs play-offs respectifs mais s'inclinent tous les deux.
En avril 2018, la municipalité chartraine impose une identité commune aux principaux clubs de la ville évoluant au niveau national dans les sports collectifs, en déclinant sa marque territoire « C' Chartres ». Les clubs doivent également adopter un nouveau logo adapté à chaque discipline et une couleur dominante pour leur maillot : le bleu de Chartres, un bleu clair.
En mai 2018, le club de tennis-de-table s'incline en finale de l’ETTU Cup, la « petite » coupe d'Europe.
Avec trois clubs évoluant au deuxième niveau national au cours de la saison 2018-2019, Chartres se classe dans le top 12 des villes de moins de 100 000 habitants les plus sportives de France. Dans ce classement, la ville-préfecture d’Eure-et-Loir occupe la deuxième position derrière Cannes, en matière de subventions (3,2 M€).
Sous l'impulsion du maire Jean-Pierre Gorges, un nouveau complexe sportif est ouvert en avril 2024 pour accueillir les équipes professionnelles de handball et de basket-ball de la ville : le Colisée.

## Les équipements sportifs
La politique de la Ville, en matière de sport, se traduit par les investissements dans d'infrastructures modernes, permettant d’augmenter son offre sportive. En 2009, Chartres Métropole et la ville de Chartres inaugurent l’Odyssée. Puis vient le complexe sportif de Beaulieu et son squash de dernière génération.

### Stades
| Nom                                   | Club(s) domicilié(s)                     | Équipements | Sport(s) pratiqué(s)                          | illustration |
| ------------------------------------- | ---------------------------------------- | --- | --------------------------------------------- | ------------ |
| Stade Jacques-Couvret                 | C' Chartres Football                     | un terrain d’honneur engazonné avec tribune un terrain stabilisé intérieur un terrain stabilisé extérieur un terrain poussin engazonné une piste d’athlétisme en cendrée      | football                                      |              |
| Stade Jean-Gallet                     | C' Chartres Football                     | deux terrains de football engazonnés un terrain de football synthétique une piste d’athlétisme en synthétique avec huit couloirs une aire de tir à l’arc une piste de bicross | football athlétisme tir à l’arc bicross (BMX) |              |
| Stade James-Delarue                   | C' Chartres Football                     | un terrain synthétique | football                                      |              |
| Stade de Rechèvres                    | AS Rechèvres football                    | trois terrains de football engazonnés salle de tennis de table | football tennis de table                      |              |
| Stades Lucien Fagnou et Claude Panier | C' Chartres Rugby CANP Chartres football | un terrain d’honneur rugby engazonné avec tribune deux terrains d’entraînement rugby engazonnés une piste d’athlétisme en cendrée trois terrains de football engazonnés       | rugby football athlétisme                     |              |
| Stade de la Madeleine                 | MSD Chartres                             | deux terrains de football engazonnés un terrain de football stabilisé | football hockey sur gazon                     |              |

### Gymnases
- Halle Jean-Cochet (C' Chartres Métropole handball, C' Chartres basket féminin et C' Chartres basket masculin) : une salle omnisports avec gradins et une salle d’escalade. Il s'y déroule des animations sportives, sports de combats, arts martiaux, gymnastique, handball, basketball, volley ball et escalade[8].
- Gymnase Fulbert : une salle omnisports 44 x 26 m pour la pratique du volley ball, handball, basket-ball, animation sportive, modélisme[8].
- Gymnase Charles Péguy : une salle de gymnastique 30 x 20 m pour la pratique du volley ball, handball, basket-ball, animation sportive[8].
- Gymnase Chateaudun : une salle omnisports 30 x 20 m pour la pratique du volley ball, handball, basket-ball, animation sportive[8].

### Complexes sportifs
- Complexe aquatique l'Odyssée : voir ci-dessous.
- Le Colisée : voir ci-dessous.
- Hippodrome de Chartres : voir ci-dessous.
- Complexe de la Madeleine (MSD Chartres) : une salle omnisports avec gradins, un dojo et deux salles de gymnastique pour la pratique de l'animation sportive, sports de combats, arts martiaux, gymnastique, handball, basketball, hockey, volley[8].
- Complexe Rosskopf (Chartres ASTT) : une salle omnisports, un dojo et une salle de tennis de table pour la pratique de l'animation sportive, sports de combats, arts martiaux, gymnastique, handball, basketball, volley, badminton, tennis de table[8].
- Complexe squash-badminton : le Squash Chartres, section sportive de Chartres Horizon, met à disposition de ses adhérents 4 courts ouverts 7 jours sur 7. À forte vocation loisirs depuis longtemps, le club s'oriente alors vers une voie mixte « loisirs/compétition »[8].
- Streetpark en béton

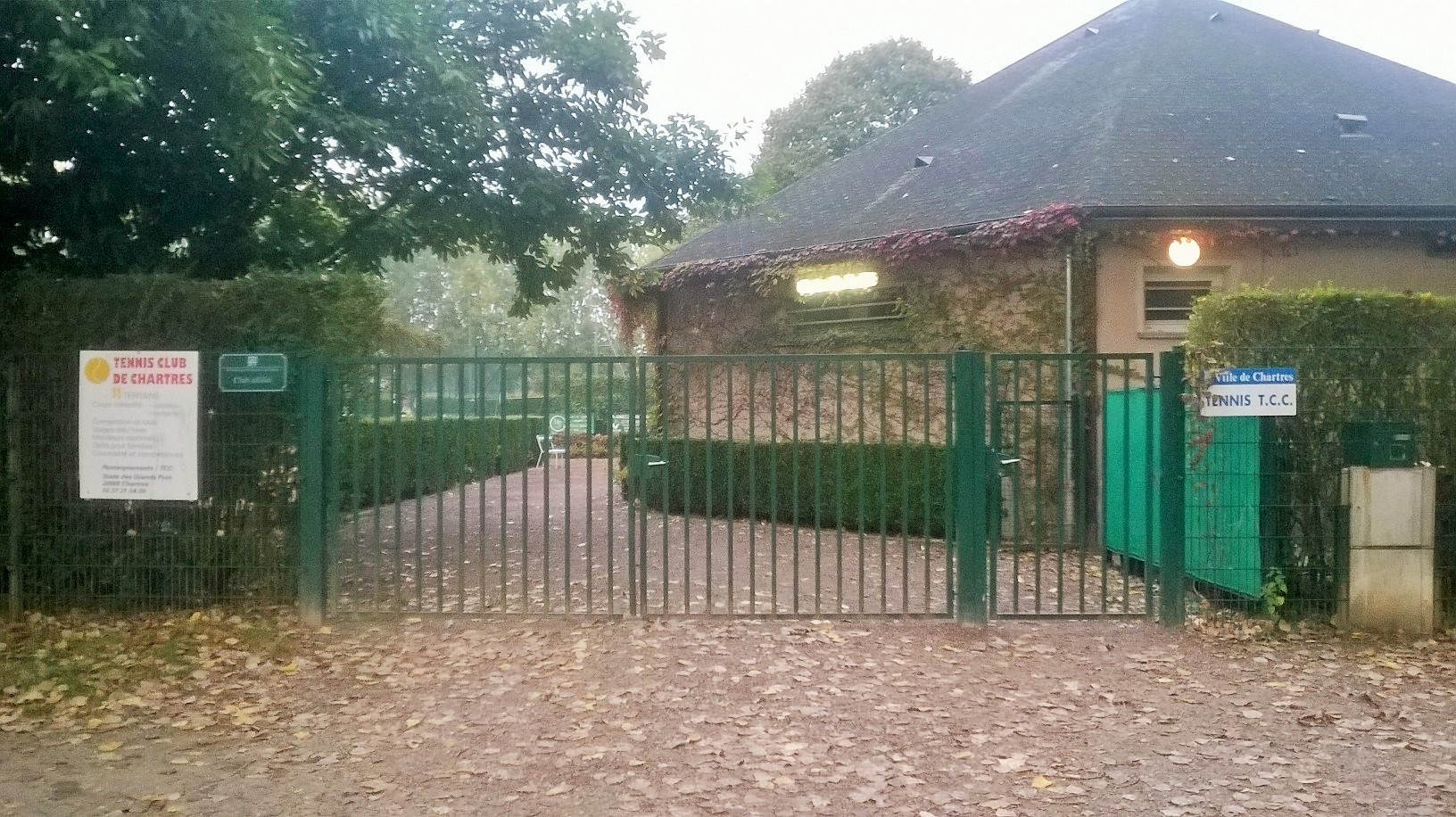
Tennis Club
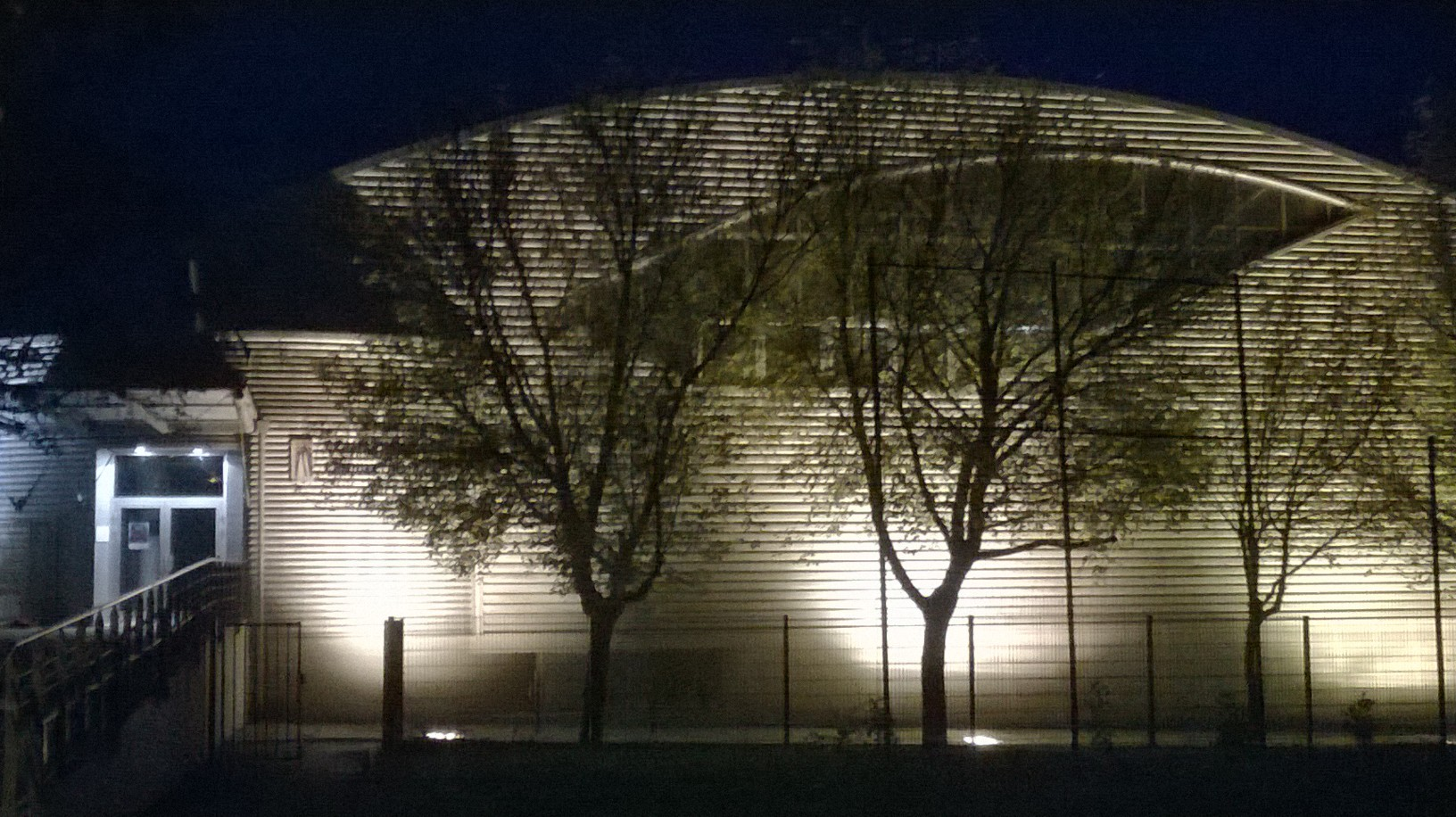
Complexe Rosskopf
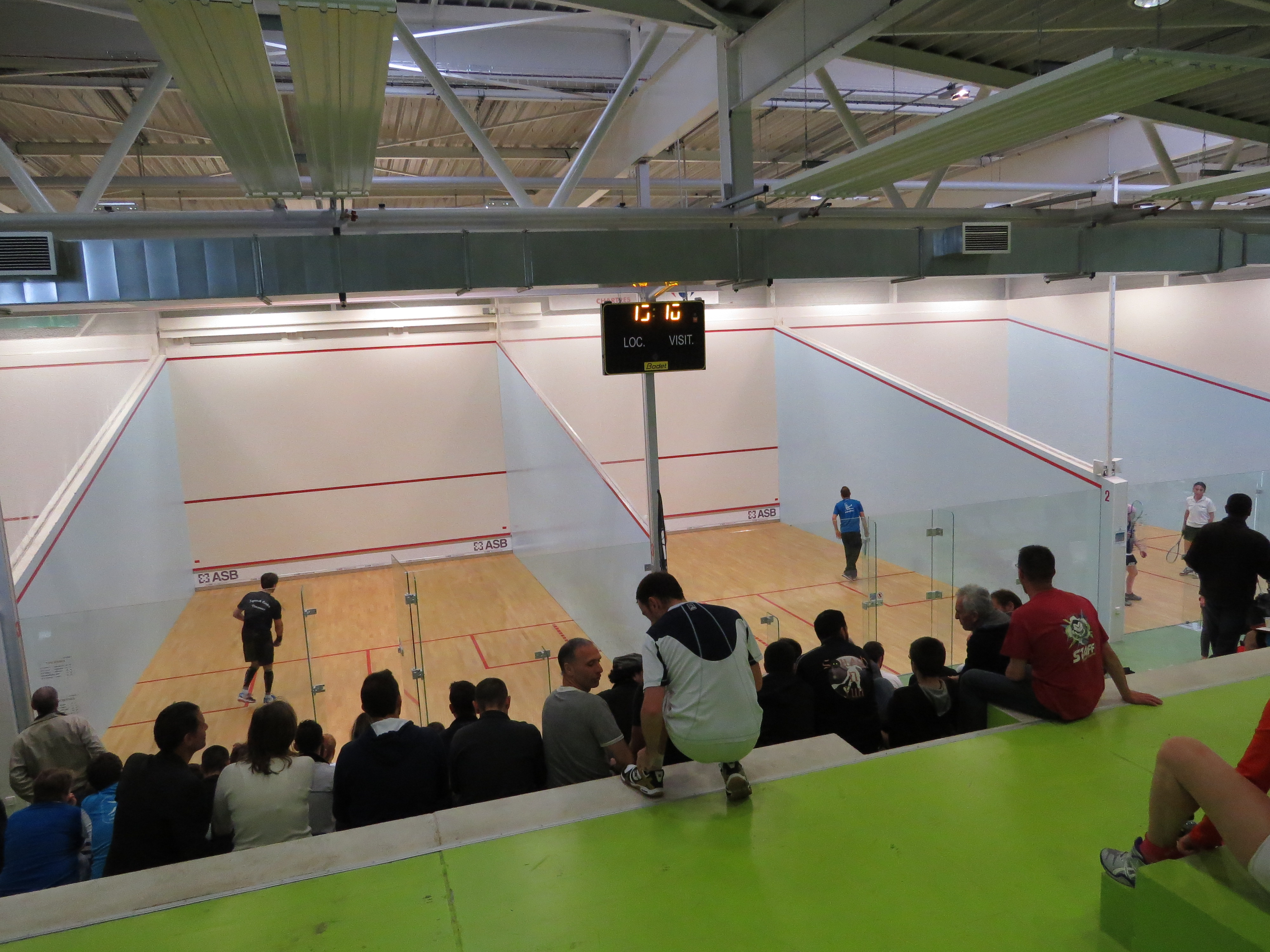
Complexe squash-badminton

#### L'Odyssée
Plus grand complexe aquatique de France avec plus de 4 500 m² d’eau, l'infrastructure possède un pôle « loisirs » et un autre « compétitions ». Le lieu dispose de la plus grande rivière à courant d’Europe, de deux bassins olympiques (intérieur et extérieur), un bassin de balnéothérapie, un bassin de récupération, ainsi qu'une piscine à vague extérieure de 500 m2 mais aussi un toboggan animé, une pataugeoire intérieure et extérieure. La patinoire d’une surface de 1 300 m², permet de pratiquer un sport de glisse, dans le cadre du loisir. La sonorisation et les éclairages permettent l’organisation d’animations : Mouss’party, Fog on ice, Bulles à gogo. Une fosse de plongée de 20 mètres de profondeur complétée par un bassin de 25 mètres avec deux zones d'évolution à 3 et 6 mètres de profondeur, un espace Fitness avec ses appareils de musculation et de cardio, un sauna, un hammam avec une vue sur la cathédrale ainsi qu'un espace restauration sont proposés.

#### Hippodrome
L'hippodrome de Chartres est l'un des 17 hippodromes de la Fédération des Courses d'Île de France et de Haute Normandie. C'est un hippodrome de première catégorie qui accueille des réunions de trot. Avec sa piste en sable de 1 003 mètres, corde à gauche avec virages relevés, l'hippodrome dispose d'un hall de paris et d'une tribune couverte permettant d'accueillir les spectateurs. De nombreux boxes permettent d'accueillir les chevaux dans les meilleures conditions. Le champ de courses propose quatre distances : 2 300 mètres, 2 825 mètres et 2 850 mètres. L'hippodrome de Chartres permet de parier en PMH (Pari Mutuel Hippodrome) sur les courses se déroulant sur sa piste mais propose également des prises de paris nationaux grâce à son guichet PMU.
L'hippodrome comprend aussi deux terrains d’entraînement football engazonnés, un terrain d’entraînement rugby engazonné

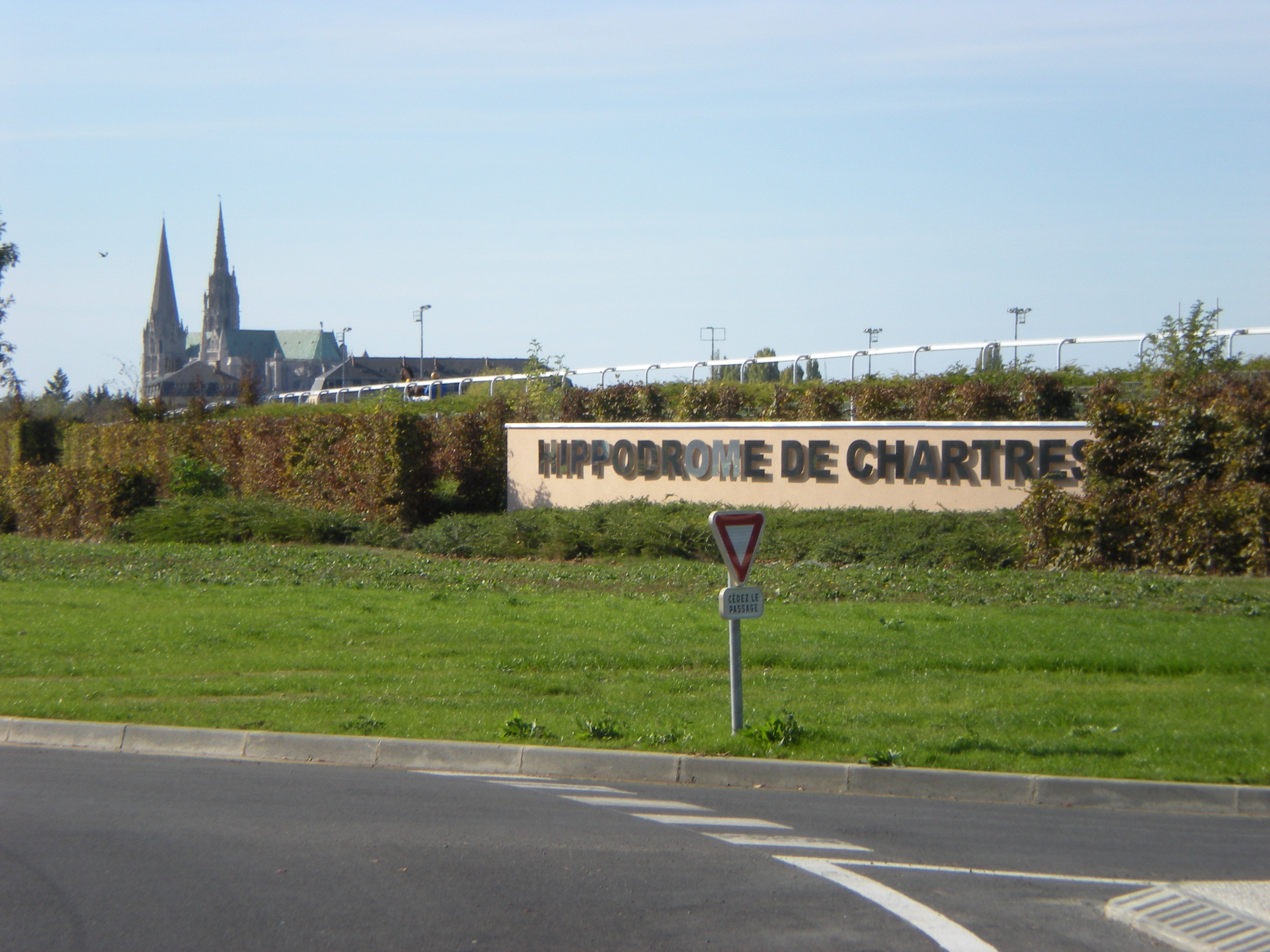
Panneau vue de la route
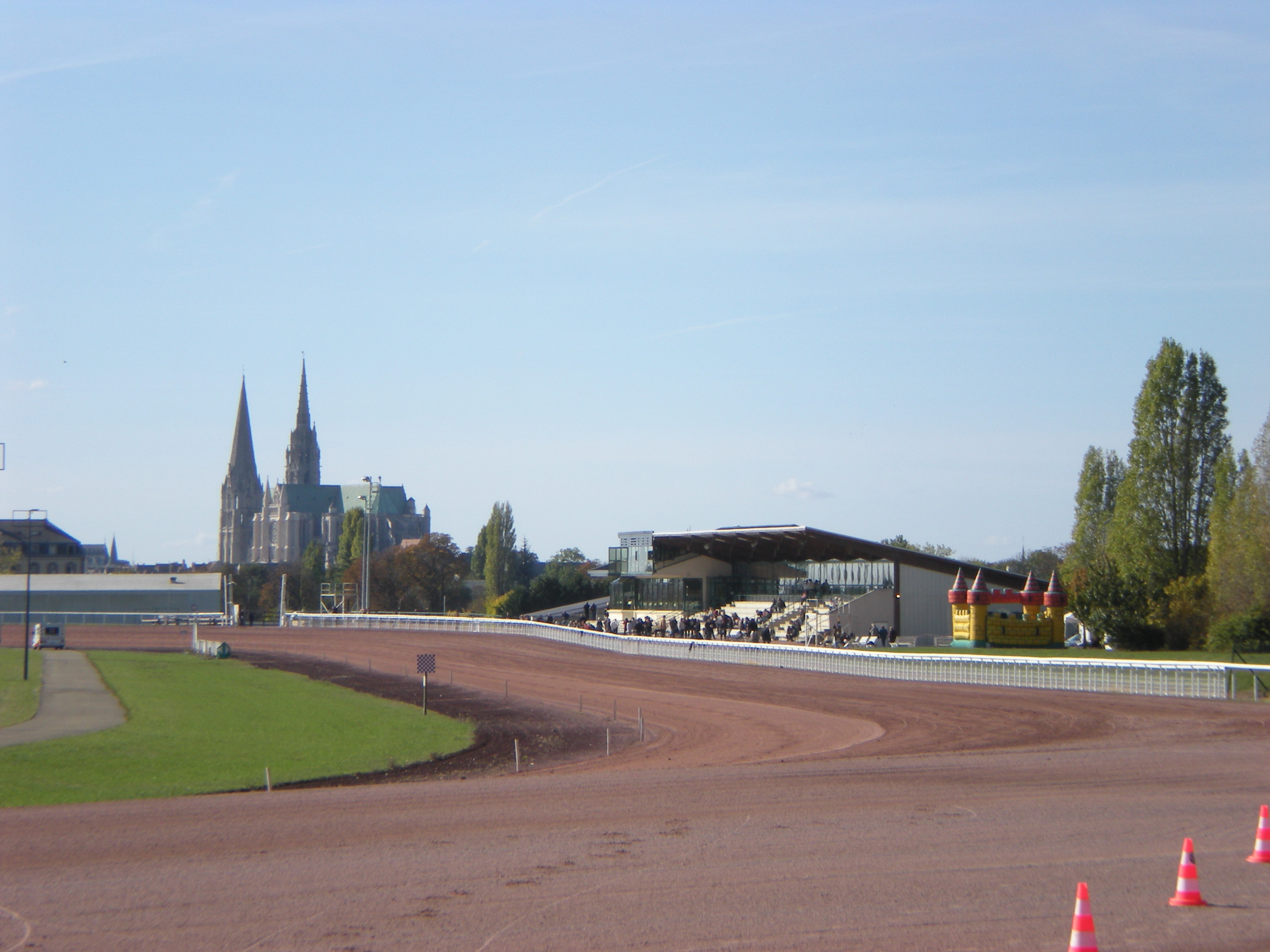
Piste à l'entrée de la ligne droite
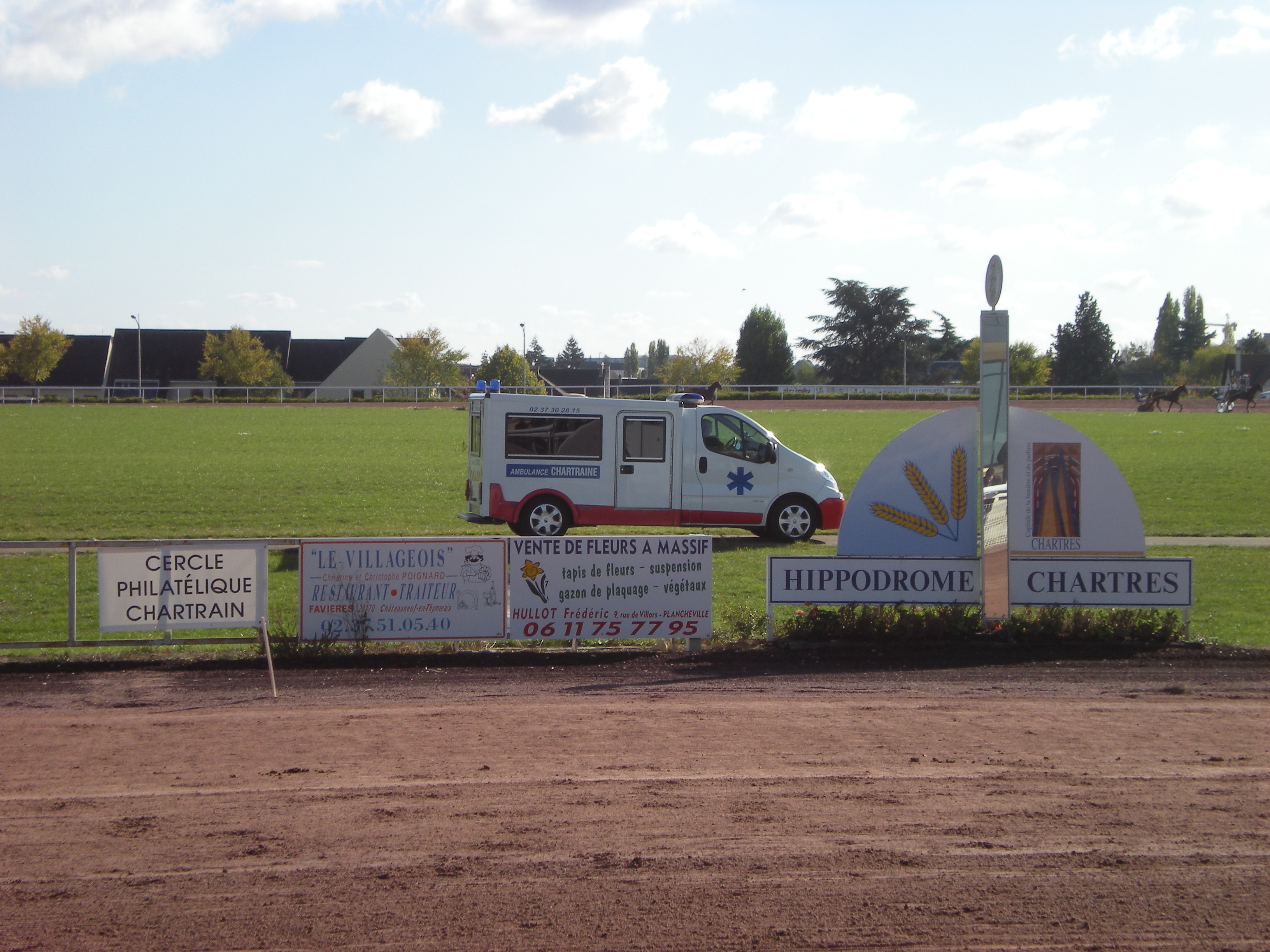
Poteau d'arrivée
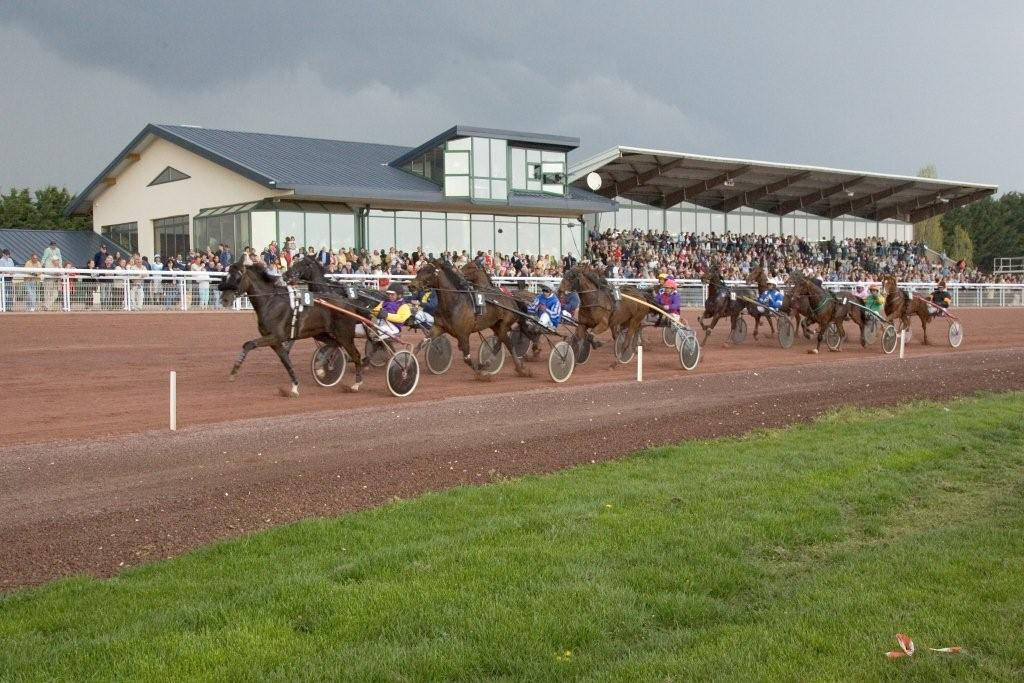
Trot attelé
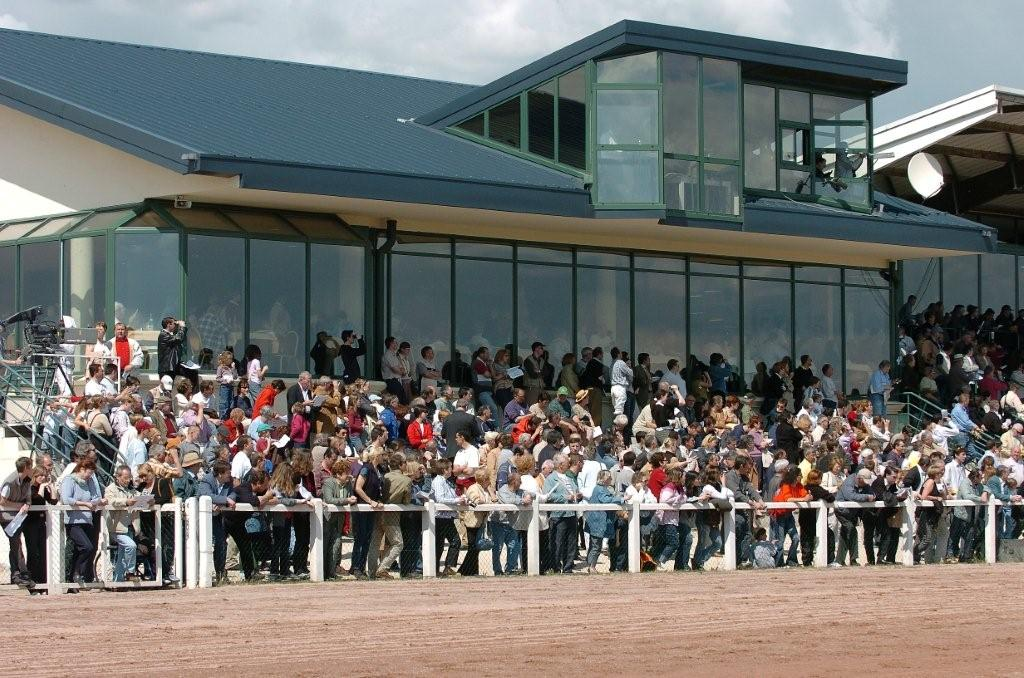
Tribune
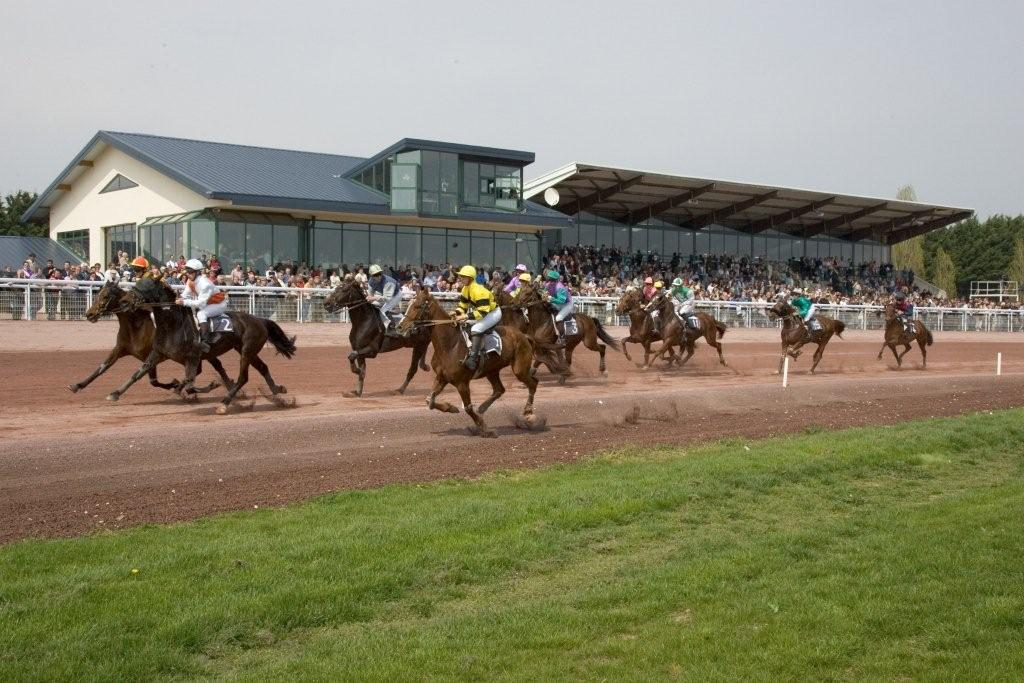
Trot monté

#### Salle culturelle et sportive: le Colisée
Dans le cadre du projet du Pôle Gare, en 2012, Chartres Métropole porte la création d’un grand équipement afin d’accueillir des événements culturels et sportifs. L’équipement est semi-enterré et facilement accessible puisque situé à proximité de la plate-forme multimodale où convergent piétons, bus, cars, cyclistes et aussi voitures, avec un nouveau parking souterrain de 2 800 places.
Le complexe pourra accueillir 3 810 places pour le handball et 4 037 pour le basket-ball. Les sportifs disposeront d’un terrain d’échauffement indépendant, d’un vestiaire moderne, d’une salle de soin, de massages, de bains froids et d’un espace de musculation. Il accueille les équipes professionnelles du C' Chartres Métropole handball, du C' Chartres basket féminin et du C' Chartres Basket Masculin depuis avril 2024.

### Pôle espoir de handball

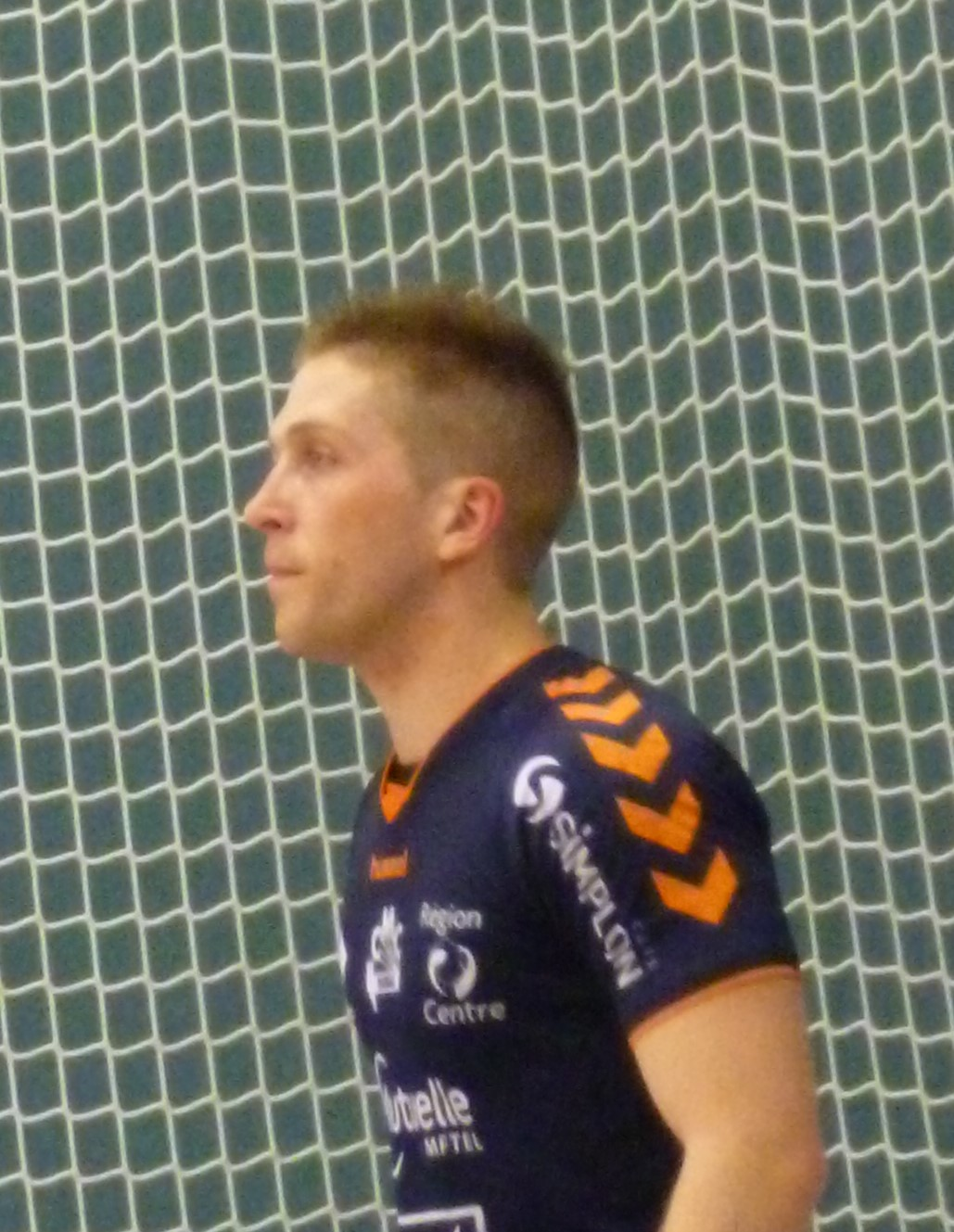
Samuel Foucault

Dans les années 1970, des pôles espoirs masculin et féminin sont créés à Chartres. Certains champions tricolores, anciens et actuels, sortent de la formation chartraine : Philippe Gardent, Thierry Perreux, Geoffroy Krantz, Claudine Mendy, Josiane Gabas, etc. En 2010, la structure féminine déménage à Fleury-les-Aubrais.
Ouvert à tous les licenciés handball de France, le pôle masculin rassemble les meilleurs joueurs de Centre-Val de Loire mais aussi d'Île-de-France et est champion de France en 2009 et 2011. Il est géré par Frédéric Salmon, conseiller technique fédéral. Le Pôle espoir est une structure de perfectionnement dans la pratique du Handball. Initiée et gérée par la Ligue du Centre de Handball, labellisée par le Ministère de la Jeunesse, des Sports et de la vie associative, elle s’articule quotidiennement comme une section à part entière du Lycée Marceau de la ville.
Ces jeunes de quinze à dix-huit ans (de la seconde à la terminale) peuvent mener une vie d’athlète de haut niveau : ils s’entraînent de six à huit heures par semaine au sein d’un établissement de l’Éducation nationale, bénéficient d’un suivi médical, scolaire, sportif et psychologique et ce dans une proximité familiale. Encadrés par des entraîneurs experts (CTS ou CTF), les jeunes reçoivent une formation spécifique qui leur donne des bases pour accéder au plus haut niveau : être sélectionnés en équipe de France jeunes, puis juniors et rejoindre à la fin du cycle les centres de formation des clubs de D1 pour les meilleurs et au moins de D2 et N1 pour les autres. Au cours de cette période, les jeunes sont évalués lors des stages de regroupement des pôles lors du championnat de France interpôles.
Aujourd'hui, plusieurs joueurs passé par le Pôle chartrain évoluent en Pro D2 et D1. Valentin Porte, joueur de l'équipe de France et Quentin Minel, élu meilleur arrière gauche du championnat du monde juniors 2013, en sont la vitrine. Johan Kiangebeni, William Mannebard, Aurélien Tchitombi sont aussi passés par Chartres sans parler de Samuel Foucault, Louis Prévost ainsi que les frères Bastien et Alric Monnier qui jouent ensuite au club.

## C' Chartres sports
Créé en 2009 sous le nom de Racing Club chartrain, le C' Chartres sports est un fonds de dotation. Il a pour but de rassembler des mécènes pour augmenter la force financière des clubs chartrains évoluant au plus haut niveau, et ainsi soulager la part subventionnelle de la ville de Chartres. Il est prolongé tous les cinq ans, mais peut-être stoppé à n'importe quel moment.
Les clubs reçoivent une part (des dons récoltés) proportionnelle à la subvention publique reçue par la ville.

## Les principaux clubs
| Échelon national | Sport                | Club                           |
| ---------------- | -------------------- | ------------------------------ |
| 1re division     | Handball             | C' Chartres Métropole handball |
| 1re division     | Tennis de table      | C' Chartres tennis de table    |
| 1re division     | Basket-ball féminin  | C' Chartres basket féminin     |
| 2e division      | Basket-ball masculin | C' Chartres basket masculin    |
| 4e division      | -                    | -                              |
| 5e division      | Rugby à XV           | C' Chartres Rugby              |
| 5e division      | Football             | C' Chartres Football           |

Tennis

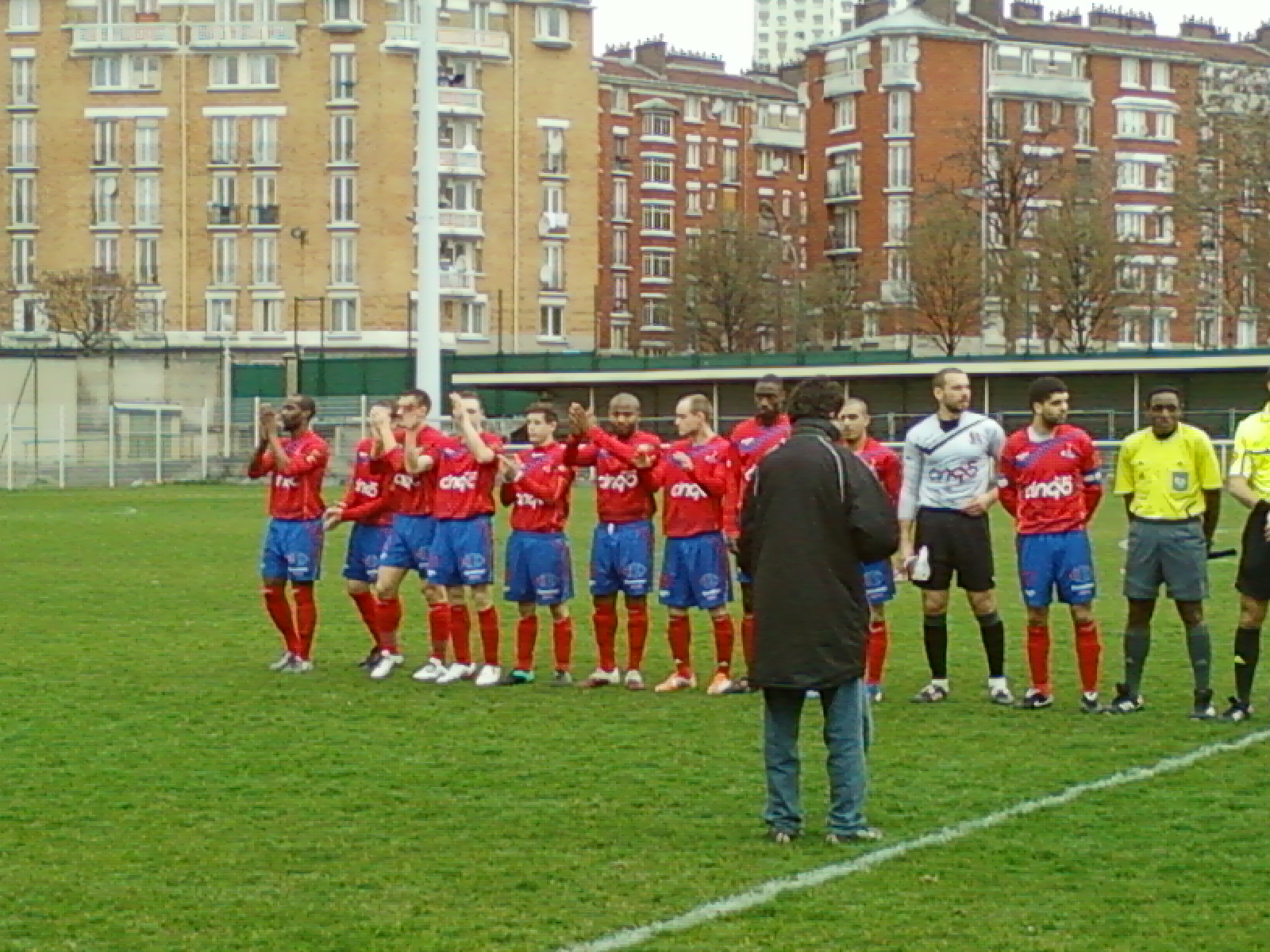
Le FC Chartres en mars 2011.

- féminin : Tennis Club de Chartres (TCC) évoluant pour l'année 2017 en Pré-National
- masculin : Tennis Club de Chartres (TCC) évoluant pour l'année 2017 en Nationale 3

Athlétisme
- Vélo Sport chartrain

Base-ball
- French Cubs de Chartres

Cyclisme
- C' Chartres cyclisme évoluant pour l'année 2017 en Nationale 2

Duathlon
- féminin : Chartres Métropole Triathlon évoluant pour la saison 2012 en Division 1
- masculin : Chartres Métropole Triathlon évoluant pour la saison 2012 en Division 2

Hockey sur gazon
- masculin : MSD Chartres évoluant en Nationale 3 en salle et en Nationale 1 en extérieur pour la saison 2017-2018

Natation
- féminin et masculin : Chartres Métropole Natation

Tir à l'arc
- masculin et féminin : Chartres Horizon dont les meilleurs tireurs évoluent au niveau régional

Water-polo
- masculin : Chartres Métropole Natation évoluant pour la saison 2016-2017 en Nationale 3

### Clubs de troisième division nationale ou plus haut

#### Tennis de table
La première amorce d’un changement dans le sport chartrain intervient au tennis de table avec la fusion de l’ASEG et du Chartres TT, en 2003, pour donner l’ASTT. Six ans plus tard, il est le premier club eurélien à accéder en Championnat de France puis, en 2011, à jouer une coupe d’Europe. Suivront quatre titres de champion de France et une finale de Ligue des champions (2013). L’ASTT Chartres est en 2014 un club avec 443 licenciés de tous âges et de tous niveaux.
Triple champion de France en 2012-2013-2014, l'ASTT échoue trois fois au sacre européen lors de ces mêmes années pour diverses raisons. Les deux saisons suivantes, le titre leur échappe avant de le reconquérir en 2017.

#### Baseball
Les French Cubs montent en première division nationale pour la saison 2014. Ils s'y maintiennent jusqu'en 2016 avant de retourner en D2.

#### Handball

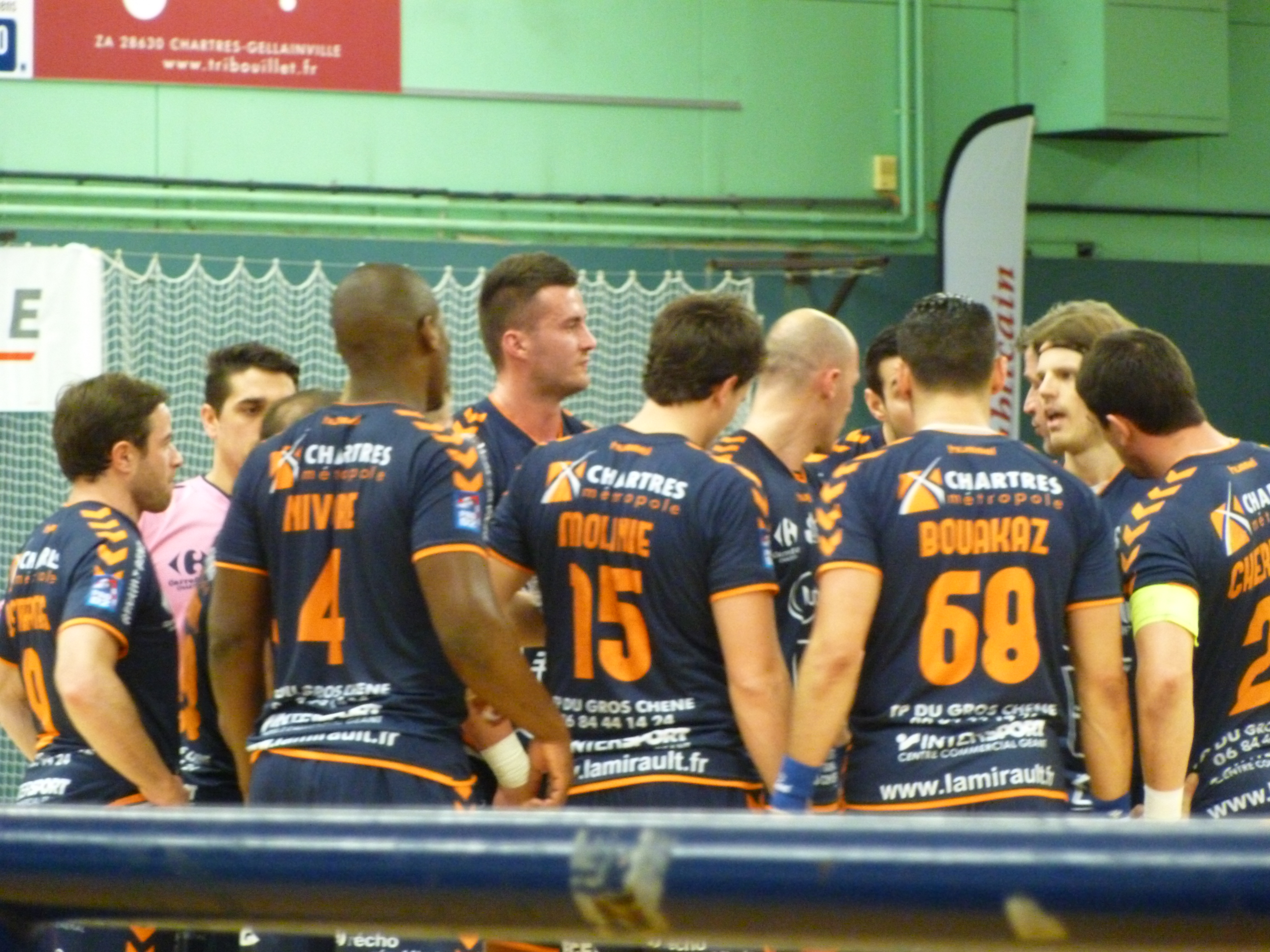
Le CMHB 28 à la Halle Jean-Cochet en mars 2014.

En 2004, le CS Mainvilliers Handball s’associe avec Chartres. En l’espace de cinq ans (2006-2011), le Chartres-Mainvilliers HB passe de la N3 à la seconde division, avec un passage dans l’élite lors de la saison 2015-2016 sous la direction du Barjot Pascal Mahé. Il est alors la troisième entité chartraine à évoluer au plus haut niveau, après l’ASTT Chartres et le club de baseball des French Cubs. Il est le seul club (avec la natation) à recevoir des subventions de la Communauté d'agglomération Chartres Métropole.
La plupart des matchs à domicile se sont joués dans la Halle Jean-Cochet, pleine, la saison passée. L’association Chartres Métropole Handball possède plus de 1 300 licenciés en 2014-2015 et propose la pratique du handball pour tous les âges et pour tous les niveaux, du « Baby Hand » jusqu’au niveau sénior.

#### Basket-ball

##### Féminin
Les Chartraines d’Azur (sponsorisées par une société d’assurances) montent en Nationale 1 (ex-Ligue 2) en 2003. Le succès ne dure qu’une saison, avant de revenir une décennie plus tard au deuxième niveau national et de s’y installer depuis. Le club est une réussite pour le sport féminin en Eure-et-Loir. Grâce aux performances de son équipe première, l’association attire davantage de jeunes joueuses. En effet, le club est passé de 164 licenciés à 210 entre 2012 et 2013. L’AB Chartres accueille ces 210 licenciés dans treize équipes, tous âges confondus, en 2014-2015. Le club termine premier de la saison régulière 2016-2017 mais échoue en finale de play-off.

##### Masculin

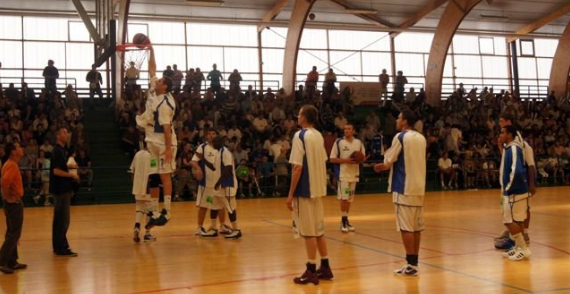
Échauffement de l'UBCM, dans la halle Jean-Cochet en 2011.

L’Union Basket Chartres Métropole, en coopération avec trois associations (l’association Jeanne d’Arc, le CS Mainvilliers Basket et l’Amicale de Lucé), dispose en 2014-2015 de sept équipes de niveau régional. Il monte en Nationale 1, le troisième échelon fédéral, en 2011, après deux accessions d’affilée. Si la ProB est annoncée dans les cinq ans, elle n'est effective qu'en juin 2018. Après un bail de sept ans en N1, le nouveau C’Chartres Basket Masculin rejoint ainsi ses voisins régionaux d’Orléans (Loiret) et de Blois (Loir-et-Cher) dans l’antichambre de l'élite français.

## Personnalités sportives de la ville

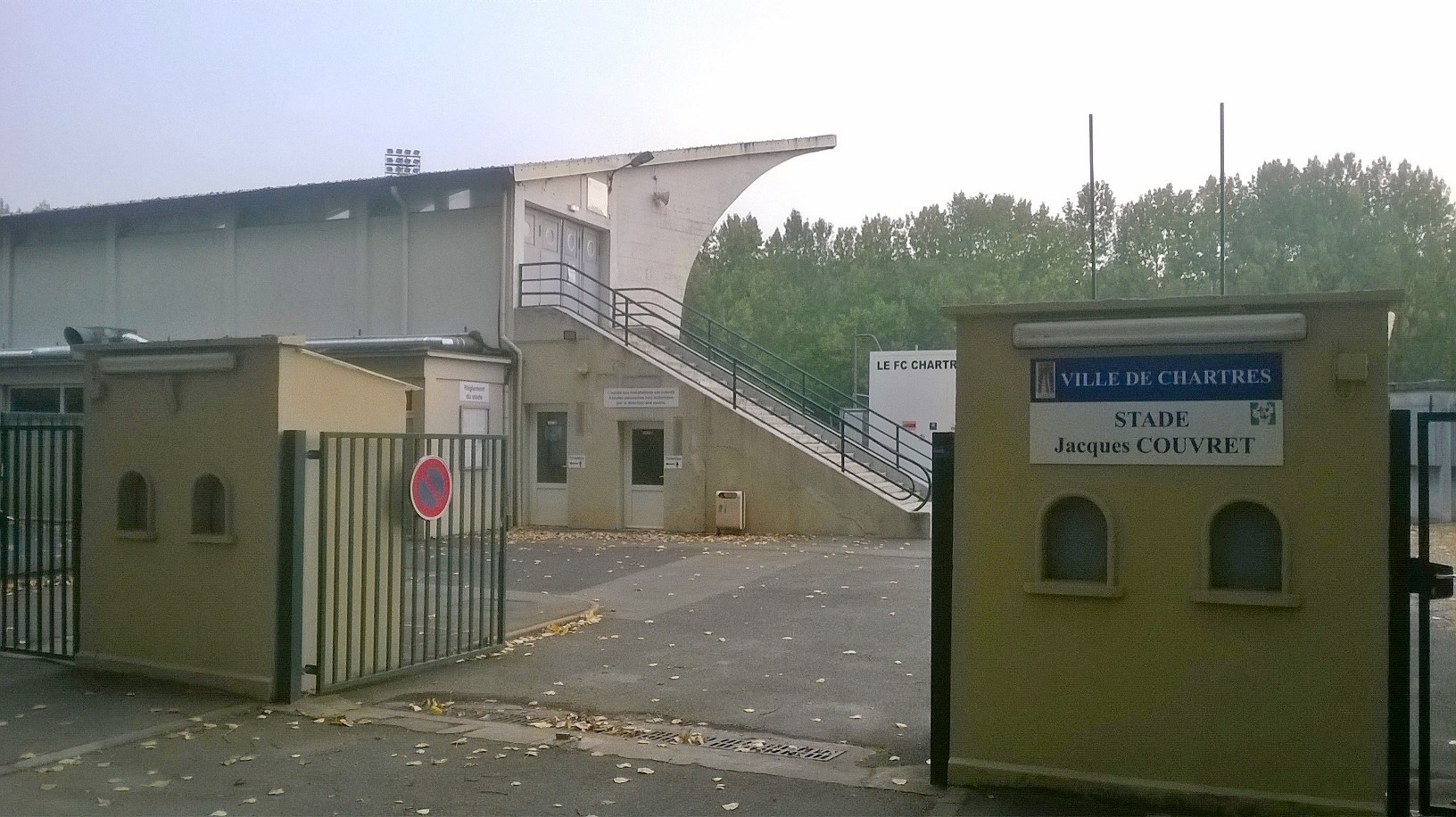
Entrée du stade Jacques Couvret.

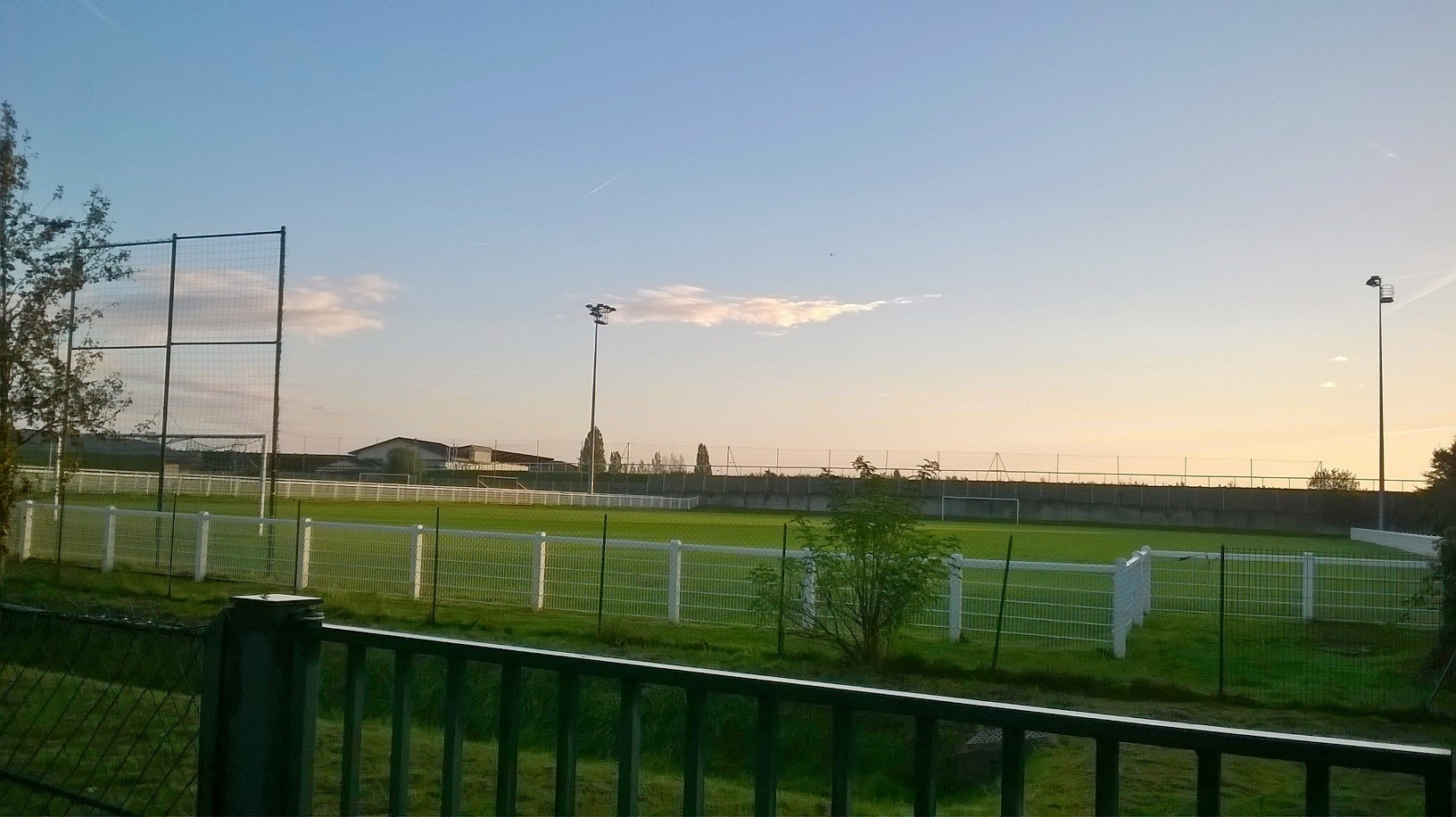
Terrain annexe du stade Jean Gallet.

### Personnes importantes
- Jacques Couvret (décédé en 2003), un bénévole passionné de sport, qui a occupé de multiples fonctions. Après une vie consacrée à l'athlétisme, au volley-ball et au football en même temps qu'une carrière de professeur d'éducation physique au lycée Marceau de 1942 à 1979. Athlète au Vélo Sport chartrain, champion de France UFOLEP, il est un bénévole très actif dans le club. Sous son impulsion, le VSC forme neuf champions de France d'athlétisme dont Michel Jazy et d'autres venus courir à Chartres grâce à lui. Couvret est aussi footballeur, arbitre (1947-1967), membre du comité directeur de la Ligue du Centre de football pendant trente-trois ans et président du District d'Eure-et-Loir pendant huit ans (années 1980). Il cofonde le premier comité d'Eure-et-Loir de volley-ball et l'office municipal de la jeunesse de Chartres en 1954. Pendant dix-sept ans, il est élu au Conseil municipal de Lucé. L'enceinte du C' Chartres Football, auparavant dénommé stade des Grands-Prés, prend son nom le 29 janvier 2013[19],[20].
- Jean Gallet (1916-1989), ancien grand nom du sport local, président du comité d'Eure-et-Loir d'athlétisme et député de la première circonscription d'Eure-et-Loir dans les années 1980. Un stade porte son nom à Chartres.

### Sportifs nés à Chartres
- Pascal Nerrière (1962), footballeur professionnel
- Philippe Quintais (1967), multiple champion du monde de pétanque
- Nicolas Escudé (1976), joueur de tennis professionnel
- Benjamin Nivet (1977), footballeur professionnel
- Julien Escudé (1979), footballeur international
- Loïc Duval (1982), pilote automobile
- Denis Stinat (1983), footballeur professionnel
- Julien Cétout (1988), footballeur professionnel
- Allison Pineau (1989), handballeuse internationale

## Événements sportifs

### Tournoi pré-Roland Garros (1984-1991)
En 1984, la section tennis du Vélo Sport chartrain (VSC) décide d'organiser un tournoi hors-catégorie. Celui-ci devient deux ans plus tard un tournoi ATP, doté de 54 000 dollars, avant d'être le tournoi pré-Roland-Garros en 1987.
Les plus grands noms du tennis de l'époque sont associés à ces tournois : Jacques Dorfmann tout d'abord, Juge-Arbitre international qui apporte son aide pour la composition des tableaux et assure la promotion du tournoi. On retrouve dans les palmarès des noms aussi illustres que Nastase, Tulasne, Perez Rolan, Gail Lovera, Pecci, Bahrami, Gomez, Novacek, Pham, De la Pena, Fleurian, Delaitre, Raoux ou encore Muster.
Durant ces années, le tournoi international pré-Roland-Garros devient une étape régulière des joueurs qui participent au tournoi parisien et souhaitent s'entraîner en retrouvant les mêmes conditions qu'au « French Open » : des courts en terre battue, un central d'une capacité d'accueil de 2 500 spectateurs, des courts réservés à l'entraînement, un village des entreprises, un club house offrant un coin détente pour les joueurs et les services nécessaires (massage-kinésithérapie, coiffure, bar, etc.) ainsi qu'une couverture médiatique régionale et nationale.
Cet évènement sportif dynamise pendant six ans le sport et la vie économique locale.

### Cyclisme
L’histoire de la ville avec le Tour de France débute en 2001, quand Jean-Pierre Gorges est élu maire. Chartres fait alors acte de candidature pour recevoir la compétition et est retenue en 2004, avec l’étape Amiens-Chartres.
Chartres accueille l'arrivée de la 5e étape du Tour de France 2004. Celle-ci voit la victoire de Stuart O'Grady et la prise du maillot jaune de Thomas Voeckler.
Les relations entre la municipalité et l’organisateur Amaury Sport Organisation (ASO) se développent alors. Chartres est nommé ville-départ de Paris-Tours, également organisé par ASO, en 2009 et 2015.
Lors du Tour de France 2012, la 19e et avant-dernière étape se termine à Chartres. Le samedi 21 juillet 2012, ce contre-la-montre individuel voit le britannique Bradley Wiggins être le plus rapide et conforter définitivement sa place de maillot jaune.
La 7e étape du Tour de France 2018 se déroule le vendredi 13 juillet 2018 de Fougères à Chartres, sur une distance de 231 kilomètres. Elle est remportée au sprint par le coureur néerlandais Dylan Groenewegen, de l'équipe LottoNL-Jumbo. Le Belge Greg Van Avermaet (BMC) garde le maillot jaune.

### Natation

Logo des Championnats d'Europe en petit bassin 2012.

En natation, le complexe L'Odyssée accueille les championnats suivants :
- 2009 : Championnats de France en petit bassin
- 2010 : Championnats de France en petit bassin
- 2012 : Championnats d'Europe en petit bassin
- 2013 : Championnats de France (catégorie maîtres)
- 2014 : Championnats de France en grand bassin
- 2015 : Étape de la coupe du monde de natation FINA
- 2016 : Étape de la coupe du monde de natation FINA
- 2017 : Open de France de natation, les 1er et 2 juillet[23]
- 2018 : Open de France de natation[24]

Un an et demi après avoir été l'hôte des Championnats d'Europe en petit bassin, Chartres accueille les Championnats de France 2014 en grand bassin.
Après plusieurs éditions des championnats de France et d'Europe en petit bassin 2012, L'Odyssée de Chartres accueille pendant trois ans d’affilée une étape de la Coupe du monde et par la même occasion quelques-uns des meilleurs nageurs du monde. Chartres intègre le circuit de cette « World Cup » pour les trois saisons (2015, 2016 et 2017).

### Autres
Les Championnats de France de Tir à l'arc 2012 se déroulent à Chartrexpo, du 2 au 4 mars.
Les 27 et 28 septembre 2014, la finale du championnat de France de triathlon et duathlon est organisée au complexe de l'Odyssée.